# 東京理科大学
東京理科大学（とうきょうりかだいがく、英語: Tokyo University of Science）は、東京都新宿区神楽坂一丁目3番地に本部を置く日本の私立大学。1881年創立、1949年大学設置。大学の略称は理科大（りかだい）、TUS。

## 概観

### 大学全体

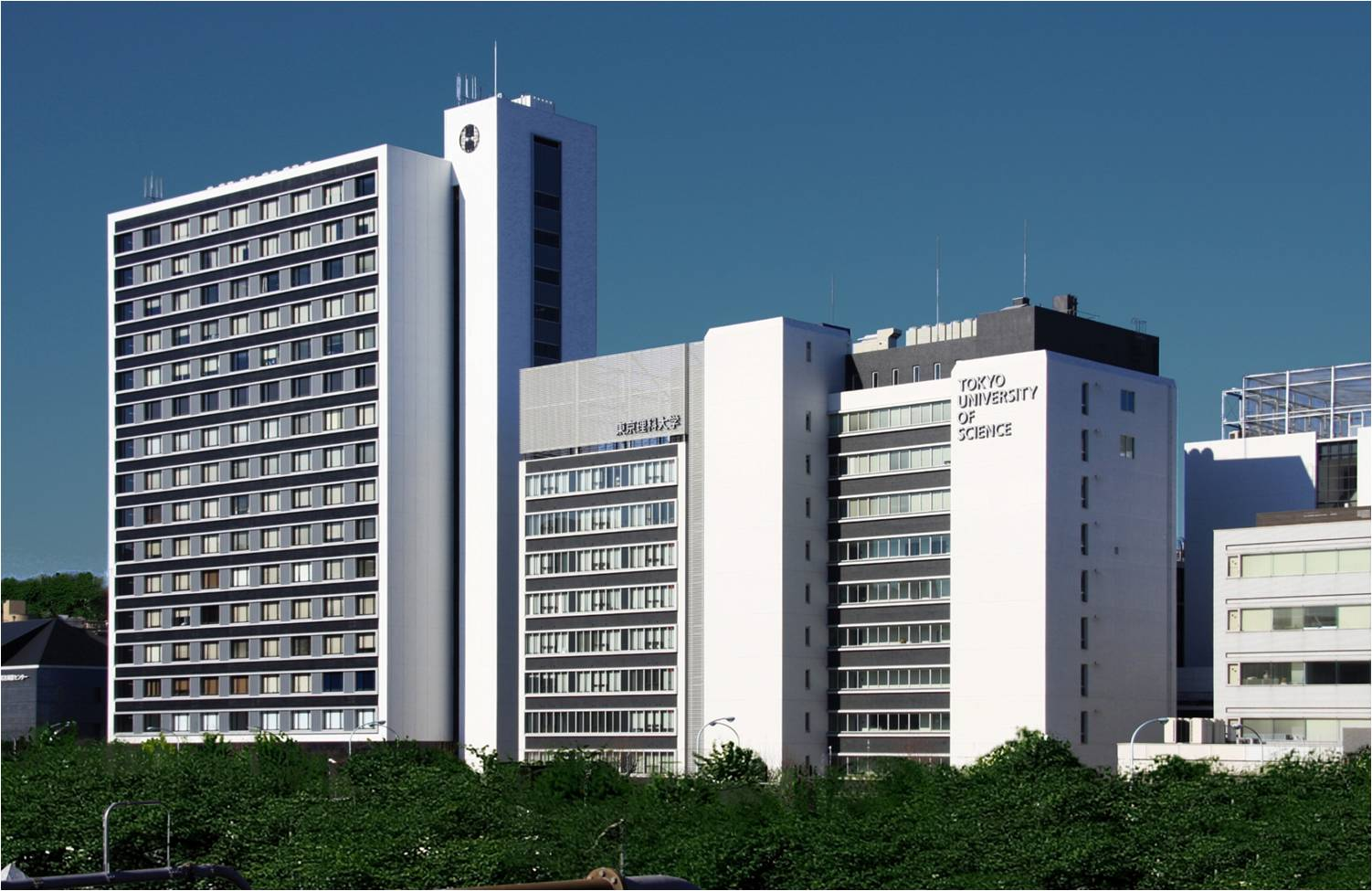
神楽坂校舎1・7・9号館

東京理科大学は、1881年（明治14年）創立の東京物理学校を主な前身として1949年（昭和24年）に設立された、理学・工学・薬学・生命科学・経営学をはじめとする分野を包括する理工系総合大学である。
1897年（明治30年）に京都帝国大学が創立され、同大に理工科大学（理工学部）が設置されるまでの間、自然科学の教育を施したのは東京帝国大学と、現在の東京理科大学の前身校である東京物理学校だけであった。自然科学の教育を行う高等教育機関（専門学校を含む）として国内で2番目に長い歴史を持ち、私立としては最古の歴史を持っている。夏目漱石の『坊つちやん』に登場する「物理学校」は、この東京物理学校を指す。また、石川啄木の日記や北原白秋の詩など多数の作品において当時の東京物理学校の講義の情景が描かれている。
2006年の創立125周年を機に「Con'science'（カンシャンス：英語・フランス語で「良心」の意）〜21世紀の「科学」は「良心」へ向かう〜」のコンセプトを打ち出した。
2021年の創立140周年を機に「理念を貫き、進化する。-Building a Better Future with Science-」のコンセプトを打ち出した。

### 教育および研究
教育と研究をともに重視する教育研究機関を目指している。教育面では建学時からの伝統として、実力を備えた学生のみを卒業させるという「実力主義」を受け継ぐ。研究面では、情報科学教育研究機構、総合研究院および生命医科学研究所などの整備・拡充に努めている。

### 学風および特色
8学部11研究科を擁する、日本を代表する規模の理工系総合大学である。1993年（平成5年）には、唯一の文系学部となる経営学部が設置された。
現在は一般の大学同様に入学試験が課せられているが、東京物理学校時代は入学試験は存在せず、誰でも希望すれば入学できた。しかし試験に合格できなければ進級できず、2回留年すると退学になるという厳しいルールがあった。この制度は「物理学校モデル」と呼ばれ、実力の無い者は卒業させないという方針により卒業者は入学者の10%にも満たなかった。1944年からは入学試験が行われるようになったが、これは現在の実力主義の校風に受け継がれている。
また、日本が近代化を成し遂げた明治から大正にかけて、当時のエリート養成学校である師範学校と中等学校の数学、物理学、化学の教員のうち、実に半数以上を物理学校の卒業生が占めていた。そのため物理学校は別名「教員学校」とも呼ばれた。

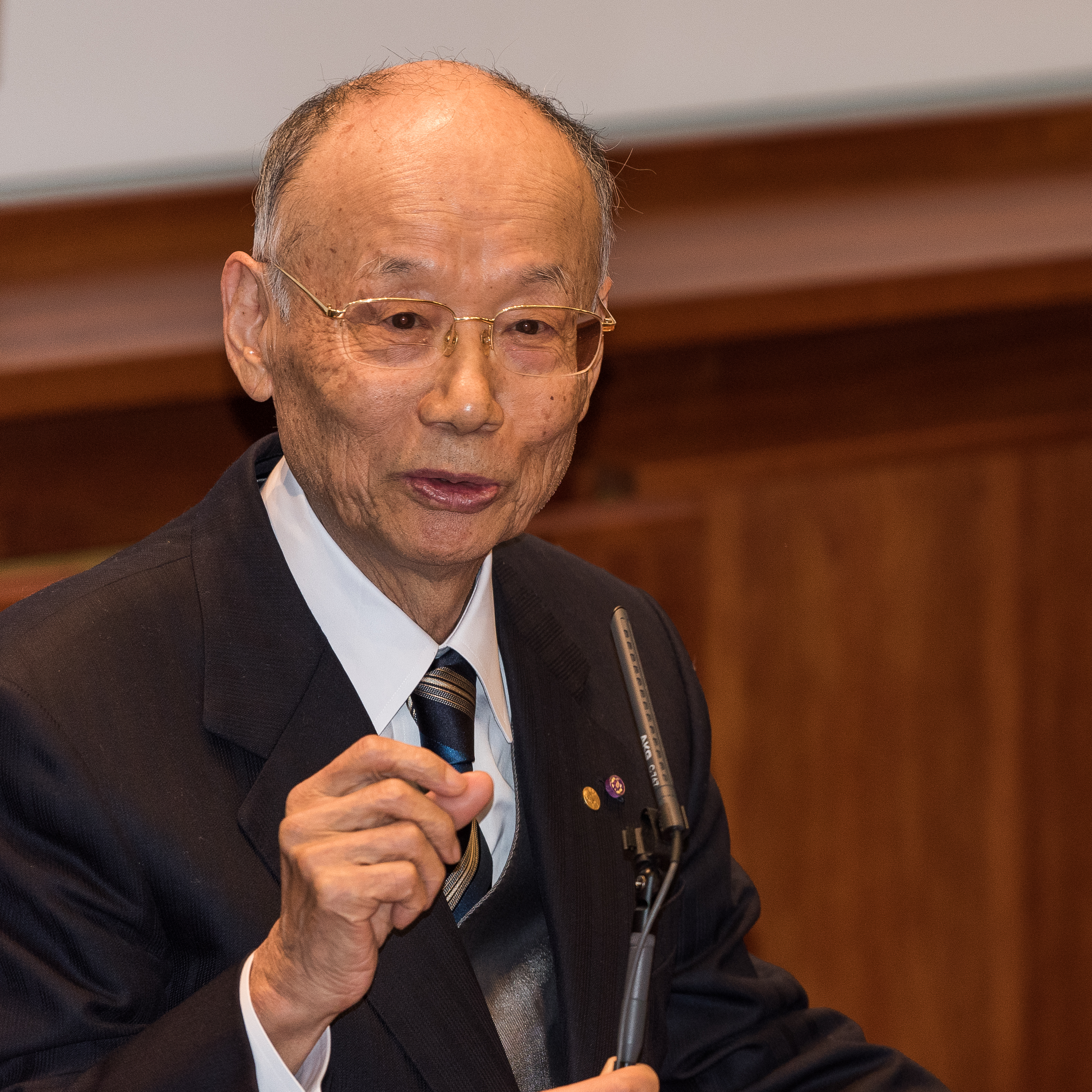
大村智（2015年ノーベル生理学・医学賞受賞者、本学出身）

2023年時点、日本の私立大学として唯一、ノーベル賞受賞者（2015年ノーベル生理学・医学賞の大村智）を出した大学である。また、自然科学部門のノーベル賞受賞者を出したのは、同年時点、アジアの私立大学として唯一でもある。ノーベル生理学・医学賞を受賞した大村博士の栄誉を称え、東京理科大学は2015年度、寄付されたノーベル賞の賞金を元に「東京理科大学大村賞」を創設している。
「THE世界大学ランキング2021」によると、「研究力」において、慶應義塾大学、早稲田大学に続いて、国内私立大学3位の評価を得ている。

## 沿革

### 略歴

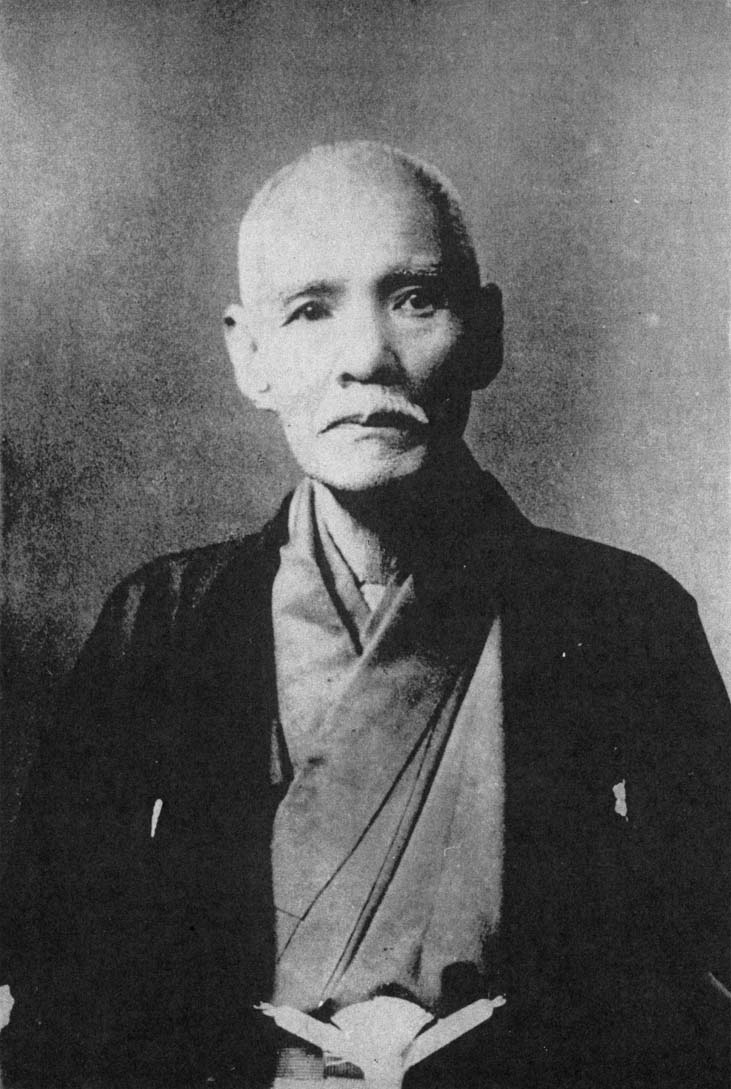
櫻井房記（東京物理学講習所初代校主）

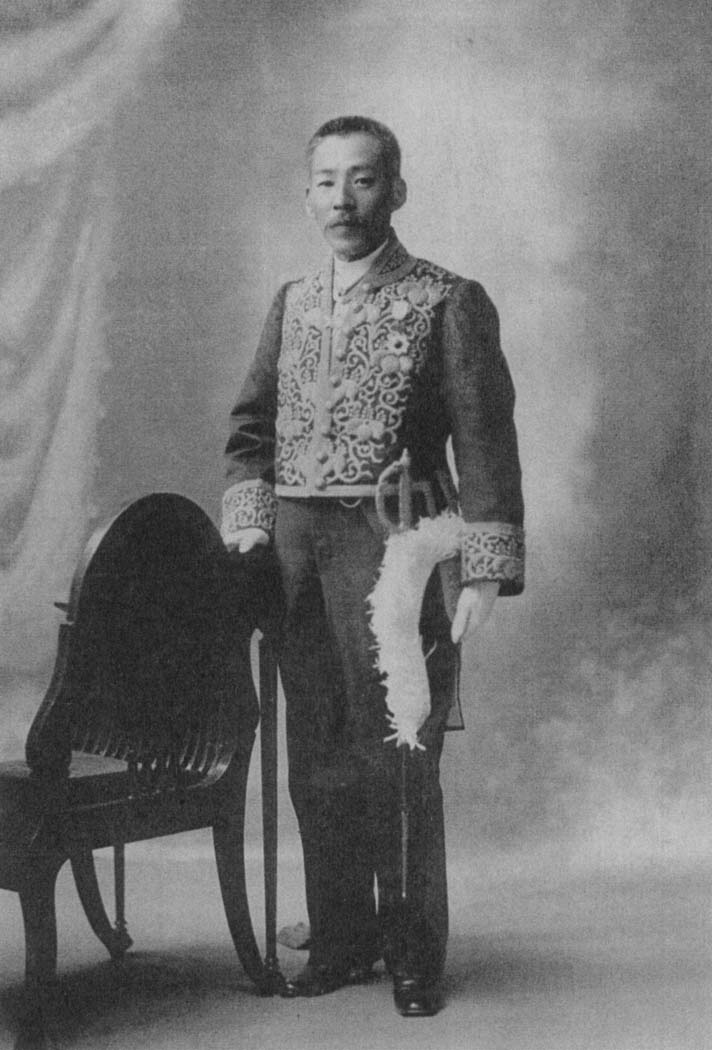
寺尾寿（東京物理学校初代校長）

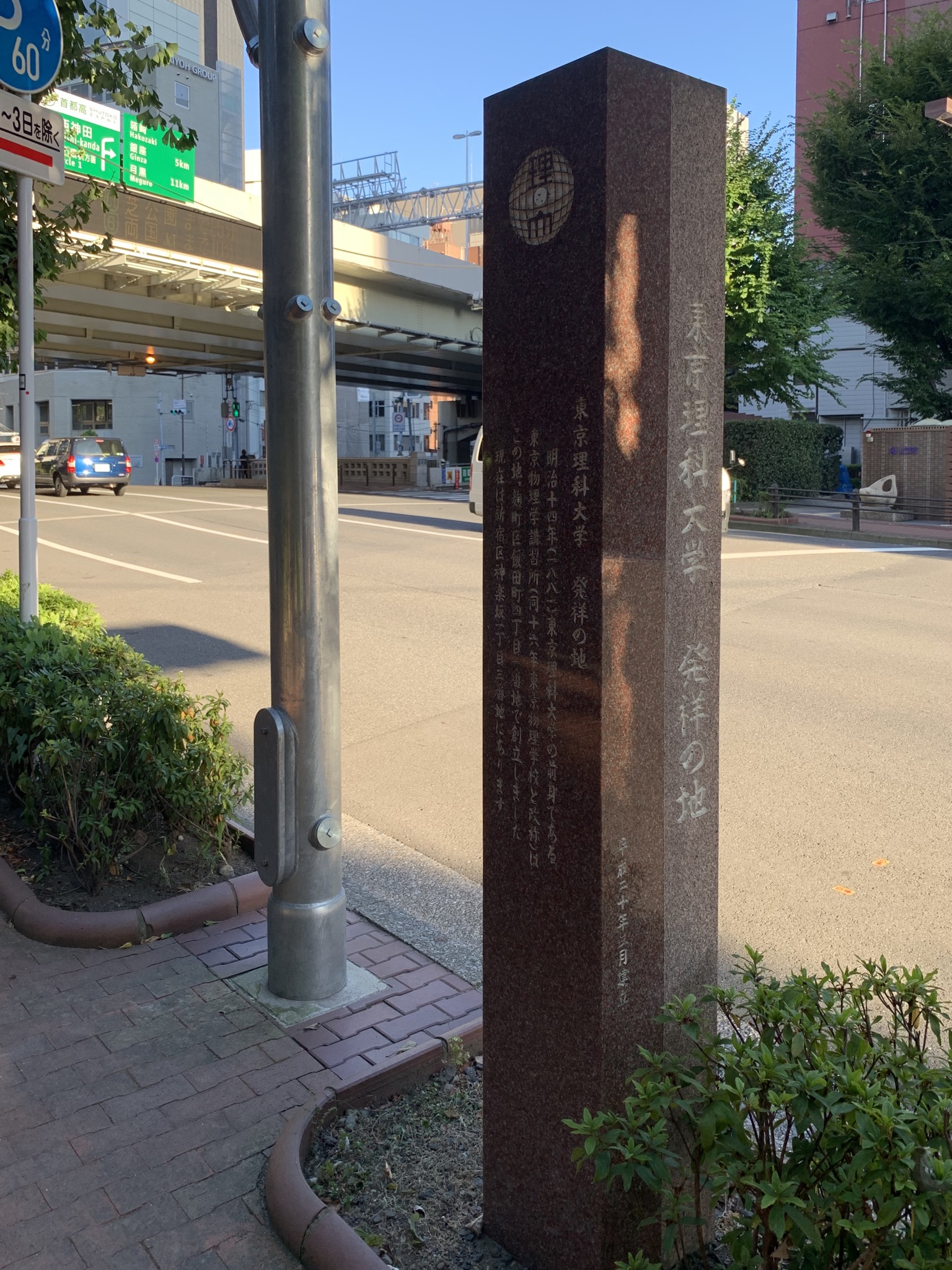
東京都千代田区飯田橋にある「東京理科大学 発祥の地」の碑

文明開化の当時、欧米から入ってきた学問に感化され、欧米の学問に習って多くの学問所が誕生した。しかし、当時の学問所の多くは政治・経済・法律などを扱うものが多く、国家の発展の為には欧米のように理学の普及が不可欠だと考えた東京大学仏語物理学科を卒業した21名の青年理学士（櫻井房記、高野瀬宗則、千本福隆、中村精男、中村恭平、小林有也、寺尾寿、保田棟太、桐山篤三郎、信谷定爾、谷田部梅吉、加瀬代助、赤木周行、三守守、難波正、和田雄治、沢野忠基、三輪桓一郎、名村程三、鮫島晋、豊田周衛）は、1881年9月11日に「理学の普及を以って国運発展の基礎と成す」の信念の下、東京物理学講習所を麹町区飯田町四丁目1番地（現在の千代田区飯田橋二丁目1番地から九段北一丁目6番地周辺、九段下）の私立稚松（わかまつ）小学校の一部を借りて設立する。
設立当時、授業は夜間に行われていた。実験機材は創立者21名の母校である東京大学から講義の度に借り入れ、終了後に返却していた。創立者達はノブレス・オブリージュの精神で、仕事の傍ら無給で学生の指導に当たった。
1885年には財政が窮地に陥るも、創立者21名のうち16名（高野、千本、中村精男、中村恭平、寺尾、保田、桐山、信谷、谷田部、三守、難波、和田、三輪、名村、鮫島）が「維持同盟規則」（一人30円の寄付と週2回の無償講義、教師が都合で講義に出られない時は理由を問わず25銭を払うという決まり）を結び、この場を凌ぐ。
当初は移転を繰り返し、1886年11月に、神田小川町1番地の仏文会校舎へ移り、神楽坂に移るまで約20年間置かれた。夏目漱石『坊つちやん』の主人公が通ったのは、この校舎である。
夜間部として理学部第二部があり、夜学として創立した本学を象徴する学部である。

### 年表

#### 明治
- 1881年（明治14年）
  - 6月13日 - 「東京物理学講習所」設立広告を『郵便報知新聞』へ掲載[9]。
  - 9月11日 - 東京物理学講習所を、私立稚松（わかまつ）小学校（麹町区飯田町四丁目1番地）内に設立。
  - 年末 - 大蔵省官吏簿記講習所（神田区錦町一丁目）へ移転。
- 1882年（明治15年）
  - 進文学舎（本郷区元町二丁目）へ移転。
  - 11月 - 神田区今川小路三丁目9番地（現：神田神保町三丁目）に校舎取得し、教員一同が土地所有者となる。
- 1883年（明治16年）9月 - 「東京物理学校」と改称し、創立者の一人寺尾寿が初代校長に就任。
- 1884年（明治17年） 9月15日 - 台風により校舎が倒壊。まもなく、共立統計学校（九段下牛ケ淵）の校舎にて授業再開。
- 1885年（明治18年） - 維持同盟規則を結ぶ。
- 1886年（明治19年）
  - 9月 - 成立学舎（神田区駿河台淡路町）へ移転。指導科目に化学を追加したところ、化学は火災の危険があるとの理由で退去を迫られたため。
  - 11月 - 東京仏学校校舎（神田小川町1番地、現：千代田区神田小川町二丁目）へ移転。この校舎は、東京法学校（現：法政大学）が所有するレンガ造りの旧勧工場の建物で、これを仏学会が借り[10]、さらに仏学会から本校が夜間のみ借りる転貸借によって[10]、昼間は東京仏学校が、夜間は本校が使用していた。
- 1888年（明治21年）
  - 物理学用語の統一。英語、フランス語、ドイツ語三系統の訳語をまとめる。
  - 初の卒業式を挙行。
- 1889年（明治22年）
  - 9月 - 初めて昼間部を置く（間もなく中止）。
  - 11月 - 仏文会校舎を2,200円で購入。
- 1897年（明治30年）2月 - 昼間部を設置。
- 1906年（明治39年）7月 - 神楽坂二丁目24番地に、木造新校舎を竣工し移転。

#### 大正
- 1915年（大正4年）5月26日 - 「財団法人東京物理学校」を設立。
- 1916年（大正5年）
  - 日本医学専門学校（現：日本医科大学）の学生約450名が同盟退学し東京物理学校内に東京医学講習所（現：東京医科大学）を開設。
- 1917年（大正6年）
  - 3月 - 昼間部を置き、第一部（昼間部）と第二部（夜間部）の二部制となる。
  - 3月27日 - 専門学校令による専門学校として認可される[11]。

#### 昭和
- 1928年（昭和3年）10月21日 - 寺尾文庫（図書館の前身）を敷設。
- 1937年（昭和12年）10月 - 旧1号館校舎を新築。
- 1938年（昭和13年） - 校章、制服、制帽を制定。この頃から、昼間部主体となる。
- 1939年（昭和14年） - 「東京物理学校」の創立記念日を制定（設立広告を掲載した6月13日とする）。
- 1940年（昭和15年） - 校歌を制定。
- 1942年（昭和17年） - 東京府北多摩郡府中町字国分寺前に、大学予科敷地（約6万m2）の土地を購入。後にグラウンドとなる。
- 1943年（昭和18年） - 東京都八王子市西中野町に大学予科校舎として廃織物工場と土地（約700坪）を購入。後に農業理科学科の学生寮などとなる。
- 1944年（昭和19年） - 文部省の指示により、無試験入学制度を廃止。
- 1946年（昭和21年） - 八王子市郊外に、農業理科学科の校地として、土地（約80,900坪）を取得。
- 1948年（昭和23年） - 八王子市郊外の校地が、自作農創設特別措置法に基づき強制買収される。

- 1949年（昭和24年）

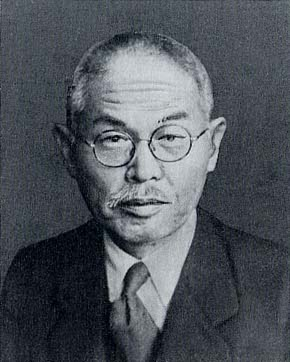
本多光太郎（東京理科大学初代学長）

  - 4月1日 - 学制改革により「東京理科大学」を設置し、理学部第一部、理学部第二部（各数学科・物理学科・化学科）を置く[12]。これにより1951年まで、大学生（東京理科大学）と、専門学校生（東京物理学校）が混在した。
  - 5月4日 - 東京理科大学として初の入学式を挙行。
  - 7月 - 財団法人東京物理学校から、「財団法人東京物理学園」へ改称。
- 1950年（昭和25年）3月 - 農業理科学科を廃止。
- 1951年（昭和26年）
  - 3月1日 - 私立学校法により組織変更し、財団法人東京物理学園から、「学校法人東京物理学園」になる[13]。
  - 3月10日 - 東京物理学校として最後の卒業式（第100回卒業式）を挙行。
  - 3月31日 - 専門学校東京物理学校が廃校[14]。
- 1957年（昭和32年） - 「関門制度」（2年次に進級する際に特定科目（関門科目）の修得を義務づけ、4年次における卒業研究を履修する資格として卒業までの必要単位数の上限を設定）を導入。
- 1958年（昭和33年）
  - 国分寺校地（グラウンド）を東芝へ売却。
  - 4月1日 - 神楽坂校舎に大学院理学研究科（修士課程）を設置[15]。
- 1959年（昭和34年）4月1日 - 理学部第一部応用化学科を新設。
- 1960年（昭和35年）4月1日 - 薬学部（薬学科）を設置[16]、理学部第一部応用物理学科を新設。
- 1961年（昭和36年）4月1日 - 理学部第一部応用数学科を新設。
- 1962年（昭和37年）4月1日 - 工学部（建築学科・工業化学科・電気工学科）を設置[17]。
- 1965年（昭和40年）4月1日 - 工学部経営工学科・機械工学科新設、薬学部薬学科を薬剤・衛生薬学科に改称。
- 1966年（昭和41年） - 野田校舎（現在の野田キャンパス）が竣工し、本年のみ工学部の一部を置く[18]。
- 1967年（昭和42年）4月1日 - 野田校舎に理工学部（数学科・物理学科・建築学科・工業科学科・電気工学科・経営工学科・機械工学科）を設置[19]、薬学部薬剤・衛生薬学科を薬学科に改称。
- 1975年（昭和50年）4月1日 - 理工学部土木工学科を新設。
- 1976年（昭和51年）4月1日 - 神楽坂校舎に工学部の夜間部として工学部第二部（建築学科・電気工学科・経営工学科）を設置[20]、理工学部情報科学科・応用生物科学科を新設。
- 1981年（昭和52年）
  - 神楽坂に新1号館を建設。
  - 東京理科大学の創立100周年記念式典を挙行。
- 1987年（昭和62年）4月1日 - 長万部校舎の竣工[21]。長万部校舎に基礎工学部（電子応用工学科・材料工学科・生物工学科）を設置[22]。
- 1988年（昭和63年）4月1日 学校法人名を「学校法人東京理科大学」へ変更[23]。

#### 平成
- 1989年（平成元年）5月 - 野田校舎に生命科学研究所（現：生命医科学研究所）を設置[24]
- 1991年（平成3年）4月1日 - 野田校舎に基礎工学研究科を設置[25]。
- 1993年（平成5年）4月1日 - 久喜校舎竣工。久喜校舎に経営学部（経営学科）を設置[26]。
- 1997年（平成9年）4月1日 - 久喜校舎に経営学研究科を、野田校舎に生命科学研究科を設置[27]。
- 2001年（平成13年） - 英語表記をScience University of TokyoからTokyo University of Scienceに変更する。
- 2002年（平成14年）4月1日 - 理学部第一部応用数学科を数理情報科学科に改称[28]。
- 2003年（平成15年）4月1日 - 薬学部が神楽坂校舎から野田校舎に移転[29]。
- 2004年（平成16年）
  - 専門職大学院を設置。
  - 7月 - 九段にある旧都市基盤整備公団の土地・建物を取得（九段校舎）。神楽坂キャンパスが2校舎体制になるため、他の「校舎」表記を「キャンパス」とする。
- 2006年（平成18年）4月1日 - 薬学教育6年制移行により、薬学部薬学科（6年制）・生命創薬学科新設。理工学部電気工学科を電気電子情報工学科に改称。
- 2006年（平成18年）6月 - 東京理科大学が創立125周年を迎える。それを記念して新たな大学ロゴマークを制定する。
- 2009年（平成21年）
  - 3月26日 - 葛飾区と新キャンパス用地約30000m2の土地譲渡契約を締結。
  - 4月1日 - INS イノベーション専攻 開設
- 2011年（平成23年）4月1日 - 薬学部薬学科（4年制）、製薬学科廃止。
- 2013年（平成25年）
  - 4月1日 - 葛飾区新宿（にいじゅく）に葛飾キャンパスを開設。工学部第一部工業化学科と経営工学科を除き、神楽坂キャンパス九段校舎の工学部は葛飾キャンパスに移転。
  - 6月 - 野田キャンパスに光触媒研究センターを設置[30]。
- 2015年（平成27年）
  - 長万部市と東京理科大学が「長万部地方創生サミット」を開催[31]。
- 2016年（平成28年）
  - 3月23日 - 久喜キャンパス閉鎖。
  - 3月24日 - 神楽坂キャンパス富士見校舎使用開始。
  - 4月1日 - 工学部第一部を工学部に改称。工学部経営工学科を情報工学科へ改組。
  - 4月1日 - 経営学部と経営学研究科が久喜キャンパスから神楽坂キャンパス富士見校舎へ全面移転、新たに経営学部ビジネスエコノミクス学科を新設。
- 2017年（平成29年）
  - 4月1日 - 理学部第一部数理情報科学科を応用数学科に改称[32]、理工学部工業化学科を先端化学科に改称[33]。
  - 4月1日 - 工学研究科工業化学専攻設置、工学部第二部の学生募集を停止。

#### 令和
- 2020年（令和2年）
  - 3月12日 - 新型コロナウイルス感染症の流行による影響で、4月8日に予定されていた2020年度入学式の中止を決定（翌年に2021年度入学式と同日に実施）。
  - 3月31日 - 北海道・長万部キャンパスから基礎工学部が撤退。
  - 4月1日 - 工学部建築学科夜間主社会人コースを新設、工学研究科情報工学専攻博士課程設置、工学研究科経営工学専攻の学生募集を停止。
- 2021年（令和3年）
  - 4月1日 - 基礎工学部を先進工学部に名称変更し、電子応用工学科を電子システム工学科に、材料工学科をマテリアル創成工学科に、生物工学科を生命システム工学科に改称。また、基礎工学研究科を先進工学研究科に名称変更し、電子応用工学専攻を電子システム工学専攻に、材料工学科をマテリアル創成工学専攻に、生物工学科を生命システム工学専攻に改称。
  - 4月1日 - 経営学部国際デザイン経営学科を新設。北海道・長万部キャンパスにて全寮制教育を開始する予定であったが、新型コロナウイルス感染症拡大のため、神楽坂キャンパス富士見校舎での授業を実施。
  - 4月1日 - 教養教育研究院を設立。
- 2022年（令和4年）
  - 4月1日 - 研究戦略・産学連携センターを「産学連携機構」と「研究推進センター」に再編[34]。
  - 4月1日 - 工学部工業化学科を神楽坂キャンパスから葛飾キャンパスへ移転。
- 2023年（令和5年）
  - 4月1日 - 理学部第一部応用物理学科の学生募集を前年度を最後に停止。
  - 4月1日 - 先進工学部に物理工学科（理学部第一部応用物理学科から改組）、機能デザイン工学科を新設。
  - 4月1日 - 理工学部を創域理工学部に名称変更し、数学科を数理科学科に、物理学科を先端物理学科に、情報科学科を情報計算科学科に、応用生物科学科を生命生物科学科に、経営工学科を経営システム工学科に、機械工学科を機械航空宇宙工学科に、土木工学科を社会基盤工学科に改称。
  - 4月1日 - 北海道・長万部キャンパスにて経営学部国際デザイン経営学科の全寮制教育を再開。
- 2025年（令和7年）4月1日 - 薬学部を野田キャンパスから葛飾キャンパスへ移転。
- 2026年（令和8年）
  - 4月1日 - 創域情報学部（情報理工学科）を設置（予定）。それに伴い、創域理工学部情報計算科学科、経営システム工学科の学生募集を前年度を最後に停止（予定）[35]。
  - 4月1日 - 理学部第一部に科学コミュニケーション学科を設置（予定）[35]。

## 基礎データ

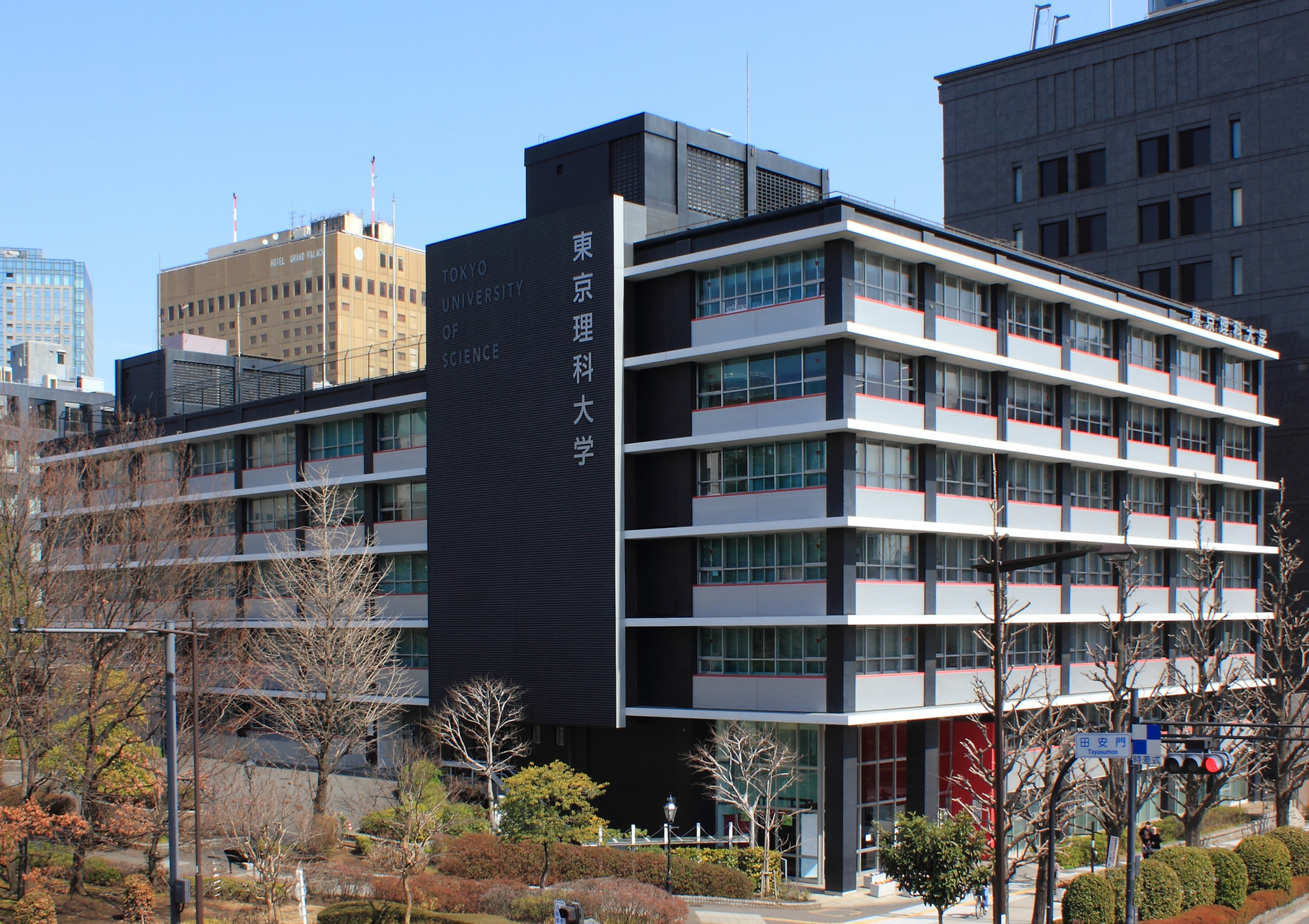
神楽坂キャンパスの旧九段校舎

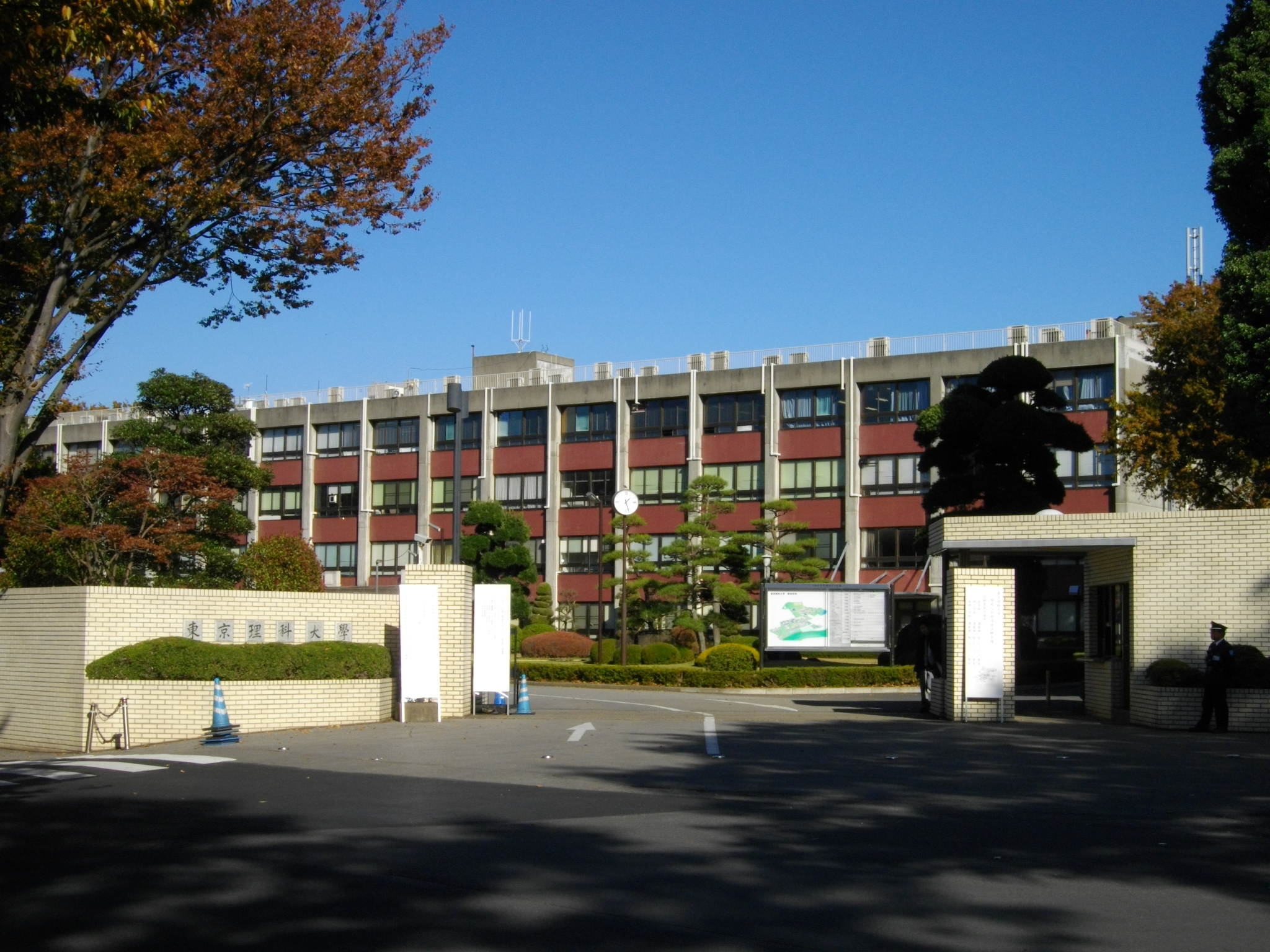
野田キャンパス

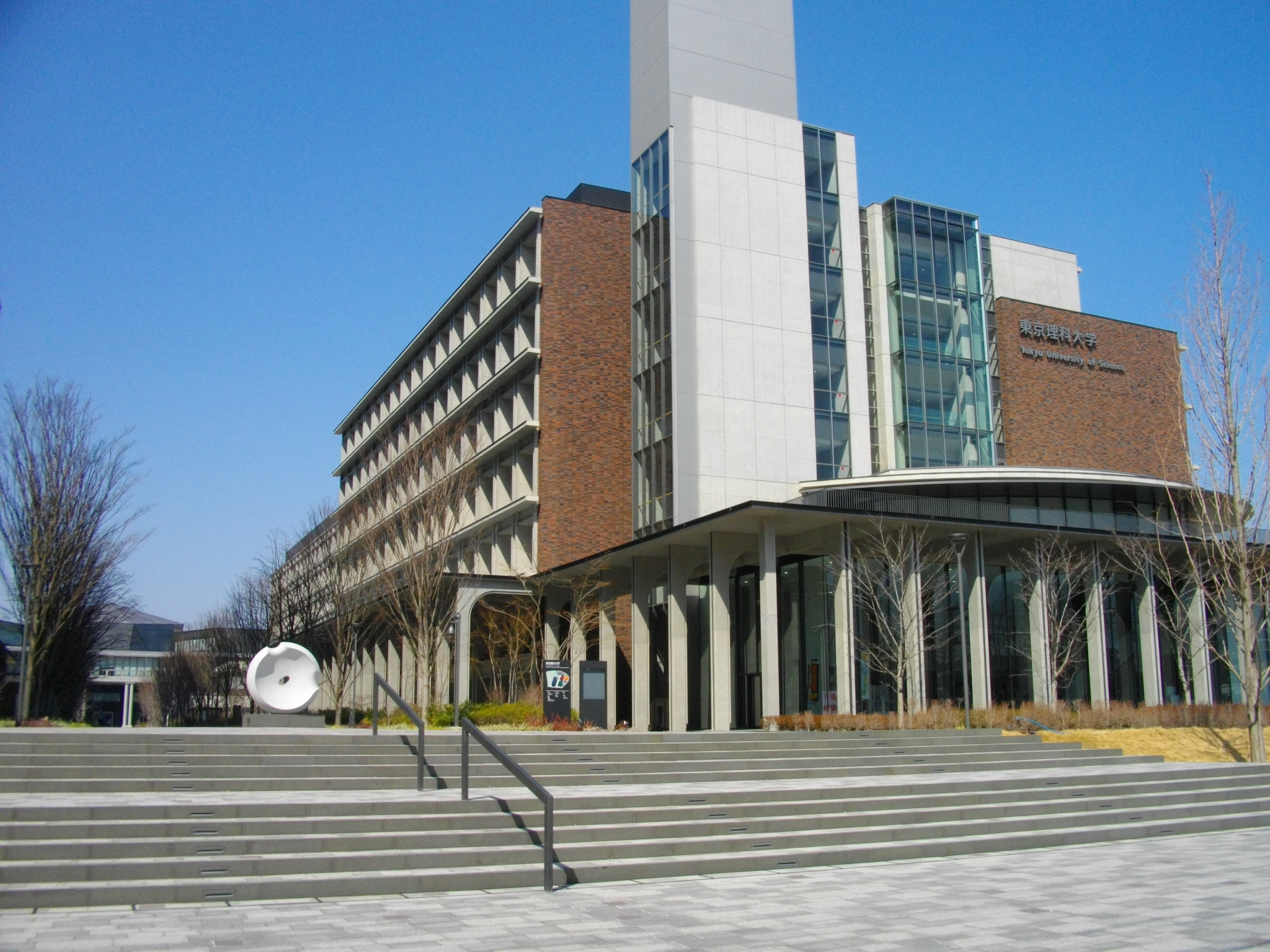
葛飾キャンパス

### 現在のキャンパス

#### 野田キャンパス
- 設置組織

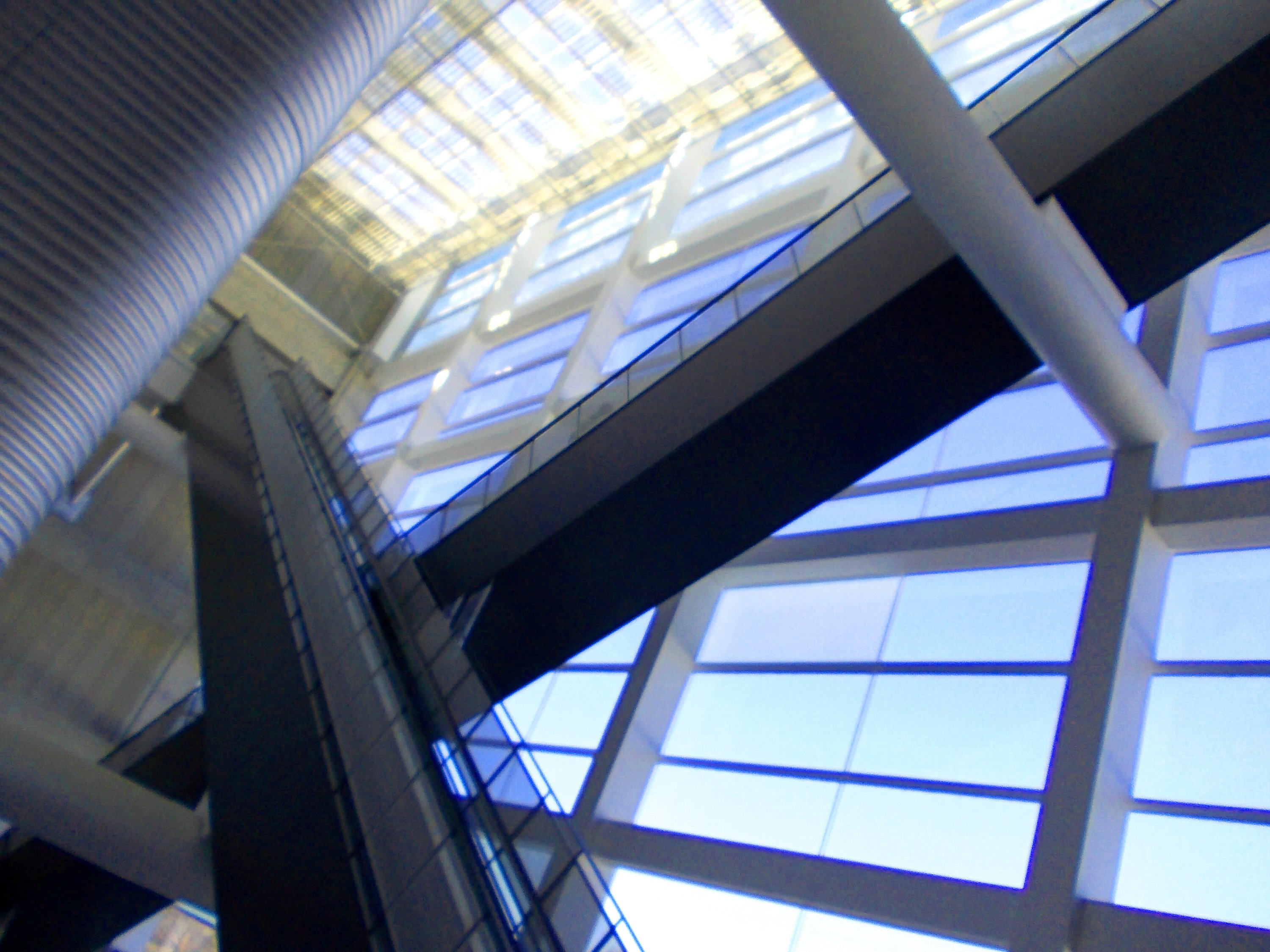
理工学部

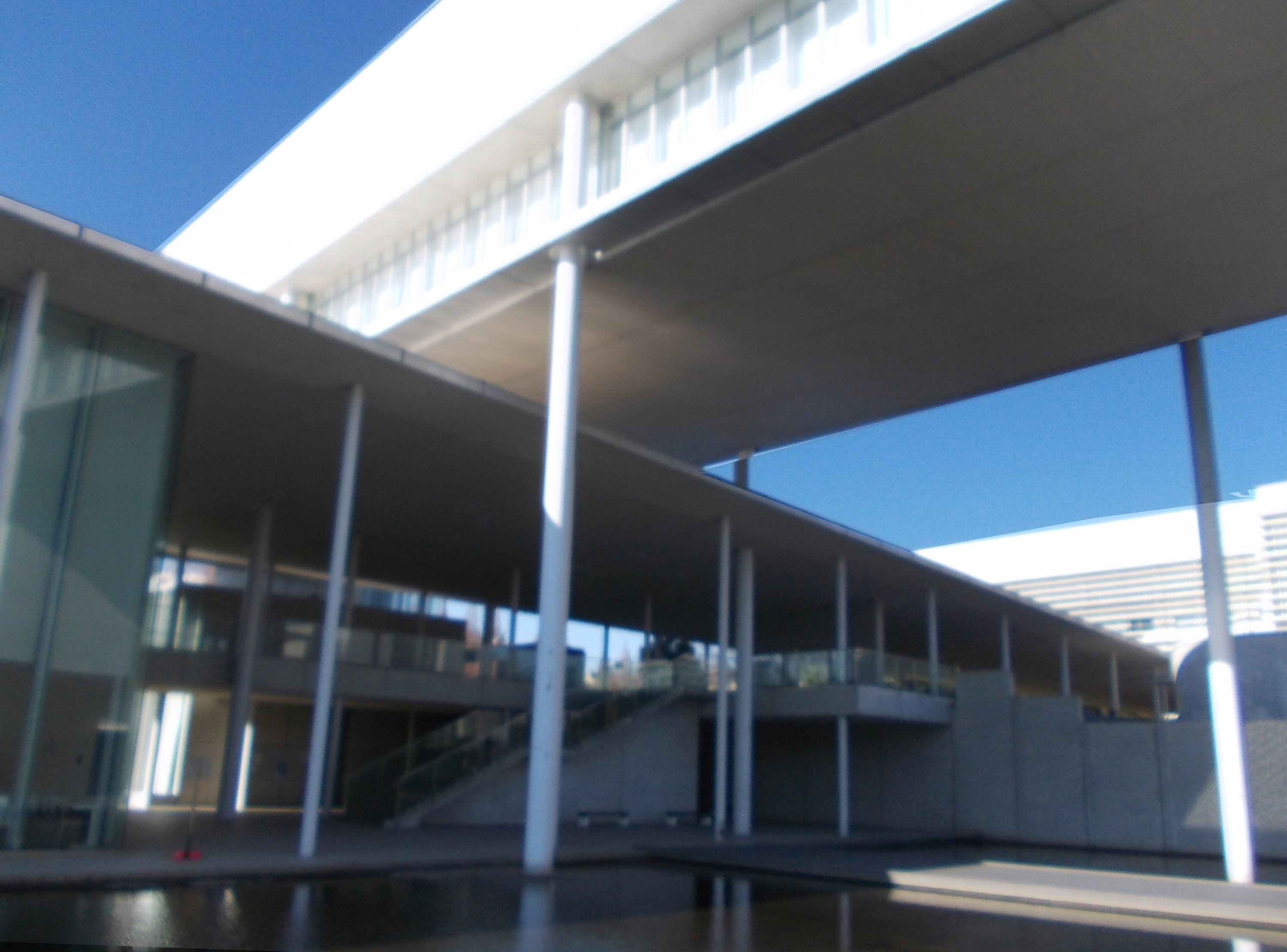
薬学部

  - 学部：工学部（1966年 のみ）[18]・創域理工学部 （1967年 -）・基礎工学部（2年次以降・1987年 - 2012年 ）・薬学部 （2003年 -）、野田キャンパス教養部
  - 研究科：創域理工学研究科（1972年 -）・薬学研究科（1978年 -）・基礎工学研究科（1991年 - 2012年）・生命科学研究科（1997年 -）
  - 附属施設：グラウンド（1959年 -）、総合体育館（1973年 -2002年 ）、セミナーハウス（1974年 -）、野田図書館 （1982年 -）、情報メディアセンター（1995年 -）、計算科学フロンティア研究センター（1996年 -）、赤外自由電子レーザー（IR-FEL）研究センター（1999年 -）、先端材料研究センター（2001年 -）、森戸記念体育館（2002年-）、ゲノム創薬研究センター（2002年-）、21世紀COE火災科学研究センター（2005年 -）、DDS研究センター（2005年-）、ホリスティック計算科学研究センター（2005年-）、コミュニケーション棟（2005年-）、量子生命情報研究センター（2006年 -）、ナノ粒子健康科学研究センター（2006年-）、ポリスケールテクノロジー研究センター（2006年-）、カナル会館（2006年-）、光触媒国際研究センター（2013年-）
- 所在地
  - 〒278-8510千葉県野田市山崎2641（一部は流山市西深井に所在）
- 敷地面積：430,430㎡
- 最寄駅
  - 運河駅から徒歩5分
- 環境

野田市南部、利根運河沿いにあるキャンパス。グラウンドや体育館、宿泊施設なども完備されている。講義棟や薬学部キャンパスなど新しい施設も多い。大学では当キャンパスをリサーチパーク型キャンパスと位置づけており、再構築に伴って様々な研究施設が建設されている。野田校舎の附近には霊波之光という宗教法人の建設物が設置してある。
1958年に国分寺校地（1942年および1943年に購入し、農業理科学科が置かれ、同学科廃止後グラウンドとなっていた）の売却益をもとに、87,491 m2の土地を購入し、1959年11月に運動場の造成が完了。1966年3月に1号館（講義棟）を竣工し、同年6月までに171,652m2、1977年度までに572,679 m2の校地を取得した。1980年には、隣接する山林約60,000m2の借地権を同窓会が取得し寄贈された（理窓会記念自然公園）。1990年までは国道16号の北東側もキャンパスの一部（自動車練習場）であったが、NHK朝の連続ドラマ『君の名は』の屋外セットロケ撮影地として利用された後、関東運輸局千葉運輸支局野田自動車検査登録事務所となった。2013年に基礎工学部（2,3,4年次）と基礎工学研究科が葛飾キャンパスに移転。
2025年4月に、薬学部及び薬学研究科を野田キャンパスから葛飾キャンパスに移転予定。

#### 北海道・長万部キャンパス
- 設置組織
  - 学部：経営学部国際デザイン経営学科（1年次、2021年 - ）、基礎工学部（1年次、1987年 - 2020年）、北海道・長万部キャンパス教養部
  - 研究科：なし
  - 附属施設：長万部図書館
- 所在地
  - 〒049-3514 北海道山越郡長万部町字富野102-1
- 敷地面積：99,253㎡
- 交通アクセス
  - 長万部駅から徒歩20分
- 環境

経営学部国際デザイン経営学科の1年次は全寮制（3人部屋）の北海道・長万部キャンパスで過ごす。
基礎工学部時代には長万部町の年代別人口比率では18 - 19歳の分布が飛び抜けて高くなっていた。
2020年をもって、基礎工学部の改組とともに同学科の1年次の全寮制教育を終了した（長万部キャンパスは、国際化のための教育の場として活用）。
2021年より経営学部国際デザイン経営学科の1年次が全寮制教育を行う予定であったが、新型コロナの影響により神楽坂キャンパスで授業を実施。
2023年より経営学部国際デザイン経営学科の1年次に全寮制教育を再開。
- 外部リンク
  - 東京理科大学，長万部校舎（アーカイブサイト）

### 過去に存在したキャンパス・校地

#### 久喜キャンパス
- 設置組織
  - 学部：経営学部（1993年 - 2015年 ）
  - 研究科：経営学研究科（1997年 - 2015年 ）
  - 附属施設：なし
- 所在地
  - 〒346-0033埼玉県久喜市下清久500[39]
- 交通アクセス
  - 久喜駅からスクールバス で10分・徒歩約30分
- 環境
  - 敷地面積：136,070m2[39]
  - 延べ床面積：16,456m2[39]

1993年に開設された。久喜駅から西に約2.7 km地点に位置し、東武鉄道と東日本旅客鉄道の久喜駅の西口から東京理科大学久喜校舎まで無料のスクール・バスが運行されていた。キャンパス付近は水田や畑が多く存在する農業地域で、敷地内にもぶどう園がある。
校舎は3階建て（一部2階建て）、A棟からE棟までが、それぞれ「凹」の字のように建てられ、各棟および図書館はシームレスに行き来できた。校舎内においては全館禁煙とされており、喫煙者は建物の外側に設置してある灰皿附近においてのみ喫煙が可能であった。
久喜校舎における経営学研究科、経営学部のみで実施されている学園祭を「久喜祭」として毎年11月頃に実施していた。
久喜市はキャンパスを誘致するために、用地取得や校舎建設のため30億円の補助金を拠出、また周辺道路を約10億円かけて整備した。2011年7月、東京理科大学側から久喜市に、久喜キャンパスから神楽坂キャンパスへの全面移転を希望していることが伝えられた。その後、両者の間で協議が行われたが、2012年6月、2016年度より経営学部2年生から4年生までを神楽坂キャンパスに移す方針であることが明らかになり、2014年（平成26年）7月には2016年（平成28年）3月末で閉鎖して経営学部と経営学研究科を神楽坂キャンパス全面的に移転する方針を固めた。
2016年3月末、経営学部の神楽坂キャンパス富士見校舎移転につき、閉鎖。現在は久喜市立学校給食センターおよびESR久喜ディストリビューションセンターとなっている。また、さいたま看護専門学校（さいたま市）の移転計画がある。

#### 国分寺校地
1942年（昭和17年）に大学設置を目指した学園が、大学予科校地として北多摩郡府中町字国分寺前の敷地（約6万m2）を購入、しかし、これらの土地は後に農業理科学科の校舎及び学生寮、グラウンドなどの用地として使用されることになった。1958年（昭和33年）東芝へ売却し、現在の東芝府中事業所となった。

#### 八王子校地
1943年（昭和18年）には八王子西中野町の織物工場と土地（約700坪）を購入した。更に、戦後の1946年に八王子郊外に農業理科学科の校地として土地（約80,900坪）を取得したが、この校地は1948年、自作農創設特別措置法に基づき強制買収された。

### 徽章・ロゴマーク
アインシュタインによって確立された一般相対性理論を図案化したものであり、太陽の重力によって曲げられる光の軌道を模式的に描いている。また、ロゴマークは徽章をベースに、創立125周年の際に制定されたものである。

### イメージキャラクター
創立125周年を記念して公式イメージ・キャラクター「坊っちゃん」と「マドンナちゃん」が制定されている。これは夏目漱石の小説『坊つちやん』に出てくる主人公及び「マドンナ」に因むものである。

## 教育および研究

### 組織
組織は、以下の通りである。

#### 学部
アルファベットによる学科の略は、ローマ字（例・応用数学科：Ouyou Sugaku）、または英訳（例・建築学科：Architecture）の頭文字などから採られている。大学内部ではこの英字略称を使用することが多い。
理学部について、大学はその第一部と第二部をそれぞれ独立した学部として扱っており、学部長以下の教学組織を完全に分離している。本項の記述もその見解に従う。ただし、文部科学省の認可は、同一学部内の第一部と第二部として下りている。したがって政府関係の研究会や評議会・諮問会議などでは第一部と第二部の区別なく「東京理科大学理学部教授」などと表記される。
- 理学部第一部
  - 数学科[注釈 3]（S科）
  - 物理学科[注釈 4]（B科）
  - 化学科[注釈 5]（K科）
  - 応用数学科（OS科）
  - 応用物理学科[注釈 6]（OB科）（2023年4月学生募集停止）
  - 応用化学科[注釈 7]（OK科）
- 理学部第二部
  - 数学科[注釈 8] （ⅡS科）
  - 物理学科[注釈 9] （ⅡB科）
  - 化学科[注釈 10]（ⅡK科）
- 工学部
  - 建築学科[注釈 11]（A科）
  - 工業化学科[注釈 12]（C科）
  - 電気工学科[注釈 13] （E科）
  - 情報工学科[注釈 14]（I科）
  - 機械工学科[注釈 15] （M科）
- 工学部第二部（2016年4月学生募集停止）
  - 建築学科[注釈 16] （ⅡA科）
  - 電気工学科[注釈 17] （ⅡE科）
  - 経営工学科[注釈 18]（Ⅱi科）
- 薬学部[注釈 19]
  - 薬学科[注釈 20] （YP科）
  - 生命創薬科学科[注釈 21] （YM科）
- 創域理工学部
  - 数理科学科[注釈 22]（MA科）
  - 先端物理学科[注釈 23]（PH科）
  - 情報計算科学科[注釈 24]（IS科）
  - 生命生物科学科[注釈 25]（BS科）
  - 建築学科[注釈 26]（AR科）
  - 先端化学科[注釈 27]（CA科）
  - 電気電子情報工学科[注釈 28]（EE科）
  - 経営システム工学科[注釈 29]（IA科）
  - 機械航空宇宙工学科[注釈 30]（ME科）
  - 社会基盤工学科[注釈 31]（CV科）
- 先進工学部
  - 電子システム工学科[注釈 32]（AE科）
  - マテリアル創成工学科[注釈 33]（AM科）
  - 生物システム工学科[注釈 34]（AB科）
  - 物理工学科（AP科）
  - 機能デザイン工学科（AD科）
- 経営学部
  - 経営学科[注釈 35]（MS科）
  - ビジネスエコノミクス学科（BE科）
  - 国際デザイン経営学科（IDM科）
- 教養教育研究院
  - 神楽坂キャンパス教養部
  - 野田キャンパス教養部
  - 葛飾キャンパス教養部
  - 北海道・長万部キャンパス教養部

##### 学部の再編
- 2018年7月22日の理事会にて学部の再編をすることが決定された。「東京理科大学における学部・学科の再編について」
  - 基礎工学部の再編計画について
    - 基礎工学部による長万部キャンパスの利用は、2020年度までとする。2021年度からは、葛飾キャンパスにおいて新学部として4年間の一貫教育を行う。
    - 基礎工学部及び基礎工学研究科は、2021年4月に学部名称の変更を行う。変更後の名称は、「先進工学部」及び「先進工学研究科」とする。
    - 2023年4月に、先進工学部に「物理工学科」を設置する。理学部第一部応用物理学科は、2022年度入学者を最後に、学生募集を停止する。

  - 長万部キャンパスの国際教育の拠点化について
    - 2021年4月に、国際的な経営を学ぶためのコース(1学年約120名を予定)を経営学部に開設する。同コースの1年次教育は、長万部キャンパスで全寮制教育として行う。
    - 2022年4月に、留学生を対象としたコース(1学年約80名を予定)を理工学部に開設する。同コースの1年次教育は、長万部キャンパスで全寮制教育として行う。
- 2018年2月21日の理事会にて学部の再編をすることが決定された。「葛飾キャンパスにおける学部学科の再編について」
  - 2025年4月に、薬学部（薬学科及び生命創薬科学科）及び大学院薬学研究科を野田キャンパスから葛飾キャンパスに移転する。
  - 基礎工学部の学部名を変更し、理学部第一部応用物理学科を物理工学科に改組転換し統合する。また、2023年4月に、機能デザイン工学科を新設し5学科体制とする。
  - 改組後の基礎工学部は、1年次の長万部キャンパスにおける全寮制教育を解消し、葛飾キャンパスにおいて4年間の一貫教育を行う。長万部キャンパスは、国際化のための教育の場として活用するべく検討を進める。

#### 研究科
※記載している以外の専攻については博士前期・後期課程を有する。
- 理学研究科
  - 数学専攻[注釈 36]
  - 物理学専攻[注釈 37]
  - 化学専攻
  - 応用数学専攻
  - 応用物理学専攻[注釈 38]
  - 科学教育専攻
- 総合化学研究科
  - 総合化学専攻（2018年度より学生募集停止 ）[広報 10]
    - 分子集積・分子科学コース
    - 合成・反応有機化学コース
    - 機能・生体材料化学コース
    - エネルギー・環境化学コース
    - 工業化学コース
- 科学教育研究科
  - 科学教育専攻（2017年度より学生募集停止 ）
    - 修士課程のコース[広報 15]
      - 数学コース
      - 理科コース
- 工学研究科
  - 建築学専攻[注釈 39]
  - 工業化学専攻
  - 電気工学専攻[注釈 40]
  - 経営工学専攻[注釈 41]
  - 機械工学専攻[注釈 42]
- 薬学研究科
  - 薬学専攻[注釈 43]（博士後期課程のみ）
  - 薬科学専攻[注釈 44]
- 創域理工学研究科
  - 数理科学専攻[注釈 45]
  - 先端物理学専攻[注釈 46]
  - 情報計算科学専攻[注釈 47]
  - 生命生物科学専攻[注釈 48]
  - 建築学専攻[注釈 49]
  - 先端化学専攻
  - 電気電子情報工学専攻[注釈 50]
  - 機械航空宇宙工学専攻[注釈 51]
  - 社会基盤工学専攻[注釈 52]
  - 国際火災科学専攻
- 先進工学研究科
  - 電子システム工学専攻[注釈 53]
  - マテリアル創成工学専攻[注釈 54]
  - 生命システム工学専攻[注釈 55]
  - 物理工学専攻
- 経営学研究科
  - 経営学専攻[注釈 56]
  - 技術経営学専攻（専門職学位課程[43]）
- 生命科学研究科
  - 生命科学専攻[注釈 57]
- イノベーション研究科（博士後期課程のみ）
  - イノベーション専攻[注釈 58]（2018年より学生募集停止 ）
- 国際火災科学研究科
  - 火災科学専攻[注釈 59]（2018年度より学生募集停止 ）

#### 専攻科
- 理学専攻科
  - 数学専攻

#### 附属機関
- 東京理科大学近代科学資料館（神楽坂）
- 東京理科大学図書館
  - 神楽坂図書館
    - 富士見図書室

  - 葛飾図書館
  - 野田図書館
  - 長万部図書館
- 森戸記念館（神楽坂）
- セミナーハウス（野田）
- 学生支援機構 
  - 学制支援センター
  - キャリア支援センター
- 秋山仁の数学体験館（神楽坂）
- 理科大サイエンス道場（葛飾）
- なるほど科学体験館（野田）
- 総合教育機構 
  - 教育開発センター
  - 教職支援センター
  - 理数教育研究センター
  - 情報科学教育センター
- 総合研究院
2005年11月設置の総合研究機構を前身とする研究組織。
  - 研究部門
    - 数理モデリングと数学解析研究部門
    - 再生医療とDDSの融合研究部門
    - 太陽光発電技術研究部門
    - 先端ECデバイス研究部門
    - アグリ・バイオ工学研究部門
    - ものこと双発研究部門
    - 大気科学研究部門
    - 超分散知能システム研究部門（野田）
    - 脳学際研究部門（野田）
    - インテリジェントシステム研究部門
    - 先進農業エネルギー理工学研究部門
    - 現代代数学と異分野連携研究部門
    - マルチスケール界面熱流体力学研究部門
    - ナノカーボン研究部門
    - 界面科学研究部門（野田）
    - 実践的有機合成を基盤としたケミカルバイオロジー研究部門
    - 先進複合材料・構造CAE研究部門
    - アカデミック・ディテーリング・データベース部門
    - 核酸創薬研究部門（野田）
    - 先端都市建築研究部門
    - 合成生物学研究部門（野田）

  - 研究センター
    - 火災科学研究所（野田）
    - 赤外自由電子レーザー研究センター（野田）
    - 光触媒国際研究センター（野田）
    - ウォーターフロンティアサイエンス&テクノロジー研究センター（神楽坂）
    - スペース・コロニー研究センター（野田）
    - ヒト疾患モデル研究センター（野田）

  - 研究技術部
    - 研究機器センター

  - 社会連携部
    - 三菱化学ナトリウムイオン電池開発プロジェクト

  - 共同利用・共同研究推進部
    - 火災安全科学研究拠点
    - 光触媒研究推進拠点

  - 研究戦略・産学連携センター
    - 企画管理部門
    - 研究戦略部門
    - 研究・産学連携支援部門
    - 地域連携・事業化推進部門

  - データサイエンスセンター
- 生命医科学研究所
  - 免疫アレルギー部門
  - がん生物学部門
  - 生命情報システム部門
  - 生体運命制御部門
  - 分子病態学部門
  - 炎症・免疫難病制御部門
  - 実験動物学研究部門
  - 医療機器材料開発部門
  - 融合研究推進部門
- 国際化推進センター
- 環境安全センター

### 研究

#### ノーベル賞
2015年にノーベル生理学・医学賞を受賞した大村智は東京理科大学大学院理学研究科修士課程を1963年に修了し、理学博士を1970年に取得している。2021年10月時点、日本人のノーベル賞受賞者としては唯一、私立大学の学位を持つ。

#### 21世紀COEプログラム
21世紀COEプログラムとして、1件のプロジェクトが採択されている。
- 2003年
機械、土木、建築、その他工学系
先導的建築火災安全工学研究の推進拠点

#### グローバルCOEプログラム
グローバルCOEプログラムとして、1件のプロジェクトが採択されている。
- 2008年
機械、土木、建築、その他工学
先導的火災安全工学の東アジア教育研究拠点

#### 私立大学学術研究高度化推進事業
- キラル構造を中心とする先導的配向材料の開発と高機能化
  - キラルマテリアル研究センター

#### 先端技術実証・評価設備整備事業（産学官の「技術の橋渡し拠点」整備事業）
- 光触媒国際研究センター

#### 大学教育の国際化推進プログラム
- 先端的国際連携支援
  - 2007年
グローバル時代に活躍する理工系人材の養成

#### 産学官連携戦略展開事業
戦略展開プログラム
- 国際的な産学官連携活動の推進

#### 創造的産学連携体制整備事業補助金（創造的産学連携事業）
- 複合領域『知財群』創造的活用ネットワーク構築（幹事校）

#### 大学知的財産本部整備事業
- 東京理科大学科学技術交流センター (RIDAI SCITEC)

#### 大学教育の国際化加速プログラム
国際共同・連携支援（総合戦略型）
- 33件の申請があり、私立大学では唯一採択された（6件採択）
- 総合的な国際連携に基く理工学教育拠点形成

#### 先端研究施設共用イノベーション創出事業
- 赤外自由電子レーザー共用による先端計測分析技術研究拠点形成

#### 学術フロンティア推進事業
- 基礎工学連携による革新的な物質・材料創出事業：アトミックテクノロジーを起点とした物質・材料研究の新展開―ポリスケールテクノロジーの創出―

#### 私立大学戦略的研究拠点形成支援事業
- ナノ・バイオ界面技術の創成とその応用
- がん医療基盤科学技術創出拠点の形成
- 安全安心のための物質科学研究拠点
- 薬物の患部への効率的送達と副作用の軽減を目的としたナノDDSの設計と調製
- RNAを中心とした生命の秩序的制御メカニズムの総合的解析
- ホログラフィ技術による次世代記録媒体作製技術および四次元流体計測技術の開発
- 環境と次世代健康科学―疾患原因解明と予防に向けた先進的研究

#### 私立大学学術研究高度化推進事業
- ハイテク・リサーチ・センター整備事業
  - 量子論から見る情報と生命の研究
  - マクロファージをターゲットにした新規薬物送達システムの開発、特に慢性難治性感染症および肺がん治療を目的とした経肺吸収製剤の開発、並びに低侵襲性乳がん治療法の開発
  - キラルマテリアル研究センター
  - 有機及び無機先端材料、特にケイ素材料、セラミック材料あるいはハイブリッド材料の合成・物性機能の分子レベルでの解明、材料の組織化による素子開発
  - 高度光利用グリーン科学技術研究センター
光環境解析プロジェクト
太陽光エネルギー変換プロジェクト
光応答物質創製プロジェクト
  - 計算機仮想空間内実験プラットフォームの構築と先端計算科学の開拓
  - 高機能新素材の合成と解析
- 学術フロンティア推進事業
  - アトミックテクノロジーを基点とした物質・材料研究の新展開 - ポリスケールテクノロジーの創出 -
  - ナノ粒子の健康影響の解明とその克服に関する研究
  - アポトーシス制御性リード化合物の創製
  - ホリスティックアプローチによる計算科学の新展開
- 社会連携研究推進事業
  - マッスルスーツ (R) の実用化開発
- 先端技術実証・評価設備整備事業（産学官の「技術の橋渡し拠点」整備事業
  - ナノサイエンス・テクノロジープロジェクト

### 教育
- 特色ある大学教育支援プログラム（2003年度）
  - 全寮制に基づく全人的教養教育
- 資質の高い教員養成推進プログラム（2006年度）
  - 理数教員養成におけるSTCプログラム開発
- 現代的教育ニーズ取組支援プログラム（2006年度）
  - 全人的教養教育の新たな展開-科学者としての良心を持ち、創造的知性を備えた人材の育成-
- 地域医療等社会的ニーズに対応した質の高い医療人養成推進プログラム（2006年度）
  - 全国的薬学教育グリッドの構築
- 理数学生応援プロジェクト（2007年度）
  - スーパーサイエンティスト育成プログラム
- 女子中高生の理系進路選択支援（2008年度）
  - 「科学のマドンナ」プロジェクト
- 専門職大学院等における高度専門職業人養成教育推進プログラム（2008年度）
  - コンセプト・フィールド・ダイナミクス教育
- 大学教育・学生支援推進プログラム（2009年度）
  - 今が大切 就職支援活動を中心とした創造的な人材育成プログラム
- JST「サイエンス・リーダーズ・キャンプ」（2013年度）
  - SSHレベルの総合指導力養成 〜体験を通して身につける授業実践力〜

## 大学関係者と組織

### 同窓会・校友会
本学同窓会・校友会組織は「理窓会 」と称し、各界で活躍する21万人の卒業生と大学とを結びつけている。「東京物理学校同窓会」として1889年（明治22年）4月15日に設立され、1949年（昭和24年）7月8日に学制改革により新制大学として東京理科大学となったと同時に同窓会の名称を理窓会とした。

### 関連企業
- 東京理科大学インベストメント・マネジメント株式会社
- 東京理科大学アカデミックパートナーズ株式会社
- 東京理科大学イノベーション・キャピタル株式会社
- 株式会社TUSダイニング

## 学生生活

### 学園祭
学園祭は「理大祭」と呼ばれており、神楽坂地区・葛飾区地区・野田地区にて11月に開催。長万部については10月に「キャンパス祭」を開催している。
また、葛飾地区理大祭は、プロジェクションマッピング・物産展などの葛飾区や企業と連携した企画や、大学の立地条件を活かした外部とのコラボレーションを積極的に実施している点を初め、体育館や講義塔の1フロア全体を使用した理系大学ならではの実験教室も子供連れで賑わっている点が評価されている。2016年学園祭グランプリでは準グランプリを獲得している。

### 奨学金
東京理科大学は大学独自の奨学金を用意している。
- 「新生のいぶき奨学金」（月額40万円～80万円、対象は受験生）
- 「乾坤の真理奨学金(BS)」（月額40万円～80万円、対象は受験生）
- 「乾坤の真理奨学金(DS)」（月額50万円、対象は大学院生）
- 「乾坤の真理奨学金(IGF)」（月額50万円、対象は大学院生）
- 「東京理科大学における自然災害被災学生に対する学費等減免」（授業料の半額等、対象は学部生と大学院生）

## 対外関係

### 地方自治体との協定
- 包括連携協定[46]
  - 東京都葛飾区（2009年締結）
  - 北海道長万部町（2015年締結）
  - 千葉県野田市（2020年締結）
  - 千葉県流山市（2020年締結）
  - 新潟県村上市（2022年締結）
  - 東京都新宿区（2023年締結）
  - 奈良県五條市（2023年締結）
- まちづくり研究所設立協定（2005年締結）
  - 長野県小布施町
- 夏目漱石『坊っちゃん』をゆかりとした文化交流、科学啓発等に関する協定（2016年締結）[広報 47]
  - 愛媛県松山市
- 連携事業に関する協定（2016年締結）[広報 48]
  - 東京都葛飾区教育委員会
- パートナーシップ協定（2016年締結）
  - 千葉県野田市教育委員会[広報 49]
  - 埼玉県川口市教育委員会[広報 50]

### 他大学との協定
- 姉妹校
  - 山陽小野田市立山口東京理科大学
  - 公立諏訪東京理科大学
- 首都大学院コンソーシアム協定（2002年締結）
- 私工大懇話会（図書館の相互利用協定）
- 包括連携協定
  - 信州大学（1996年締結）
  - 順天堂大学（2002年締結）
  - 筑波大学（2009年締結）[広報 51]
  - 日本医科大学（2009年締結）[広報 52]
  - 女子美術大学（2011年締結）[広報 53]
  - 東京慈恵会医科大学（2013年締結）
  - 大阪大学（2016年締結）[47]
  - 横浜市立大学（2017年締結）[48]
  - 東京大学（2018年締結）[49]
  - 福島県立医科大学
- 教員養成高度化に関する連携協定
  - 横浜国立大学（2020年締結[50]）
- 国際学術交流協定[51]
  - アジア
    -  中国
      - 中国石油大学、上海交通大学、天津大学、新疆大学、北京科技大学、浙江大学（部局間協定・理学部第一部、理学部第二部）、西安交通大学、東南大学、上海理工大学、大連理工大学、同済大学（部局間協定）、曲阜師範大学、西北工業大学、南京理工大学、鄭州大学、昆明理工大学

    -  インド
      - インド理科大学院、ハイデラバード大学、チャウダリーカランシ大学

    -  インドネシア
    - バンドン工科大学、スラバヤ工科大学
    -  韓国
      - 高麗大学校、ソウル大学校（部局間協定・経営学部）、中央大学校（部局間協定・火災科学研究センター）、成均館大学、湖西大学、ソウル市立大学、仁済大学、全南大学（部局間協定・光触媒国際研究センター）、弘益大学校（部局間協定・MIP）

    -  マレーシア
      - マラヤ大学
      - マラ工科大学
      - 国際医療大学

    -  台湾
      - 国立台湾科技大学、国立交通大学、国立中興大学、国立清華大学（部局間協定）、国防医学院（部局間協定・生命科学研究科）

    -  タイ
      - チエンマイ大学、コンケン大学、チュラーロンコーン大学

    -  ベトナム
      - ベトナム国立建設大学（部局間協定）

    -  フィリピン
      - SMEAG

  - オセアニア
    -  オーストラリア
      - ニューサウスウェールズ大学

  - 北米
    -  カナダ
      - ウォータールー大学、ビクトリア大学

    -  アメリカ合衆国
      - メリーランド大学カレッジパーク校、カリフォルニア大学サンタバーバラ校、カリフォルニア大学サンタクルーズ校、カリフォルニア大学デービス校、オハイオ州立大学、ポートランド州立大学、テキサス大学アーリントン校、コネチカット大学（部局間協定）

  - ラテンアメリカおよびカリブ海諸国
    -  アルゼンチン
      - パレルモ大学

    -  ブラジル
      - リオグランデドノルテ国立大学

  - ヨーロッパ
    -  オーストリア
      - ウィーン工科大学、アッパーオーストリア応用科学大学

    -  ベラルーシ
      - ベラルーシ工科大学

    -  デンマーク
      - オールボー大学

    -  フィンランド
      - ヘルシンキ大学（部局間協定）

    -  フランス
      - ルイ・パストゥール大学、パリ第1大学、リール第1大学、アンジェ大学（部局間協定・先進工学部、先進工学研究科）

    -  ドイツ
      - ロストック大学、ハノーファー大学、ヴィスマール専門大学、レーゲンスブルク応用科学大学、イエナ応用科学大学、オストバイエルン・レーゲンスブルク工科大学

    -  イタリア
      - パドヴァ大学、モデナ・レッジョ・エミリア大学、ローマ・トル・ヴェルガータ大学

    -  アイルランド
      - アルスター大学

    -  ポーランド
      - アダム・ミツキェヴィチ大学、ニコラス・コペルニクス大学

    -  ルーマニア
      - ブカレスト工科大学、ヤシ工科大学

    -  ロシア
      - モスクワ電力工学研究所（工科大学）

    -  スウェーデン
      - ルンド大学

    -  スペイン
      - ハエン大学

    -  イギリス
      - ルネル大学、マンチェスター大学（国際化推進センター間）、キングストン大学（部局間協定・火災科学研究センター）

  - アフリカ
    -  モロッコ
      - カディ・アイヤード大学

    -  エジプト
      - ダマンフール大学

### 他研究機関との協定
- 日本
  - 土木研究所（2017年締結[52]）
  - 産業技術総合研究所（2019年締結[53]）
  - 理化学研究所（2019年締結[54]）
  - 化学及血清療法研究所（2020年締結[55]）
  - 統計数理研究所（2021年締結[56]）
- ドイツ
  - ドイツ連邦材料試験研究所 (BAM)（部局間協定）
- アメリカ合衆国
  - アメリカ国立標準技術研究所（部局間協定・総合研究機構火災科学研究センター）、ミネタ交通研究所（部局間協定）
- ブラジル
  - ブラジル産業財産庁（部局間協定・イノベーション研究科）
- スペイン
  - ICN (the Catalan Institute of Nanotechnology)
- ブルガリア
  - ブルガリア科学アカデミー
- インド
  - インド国立化学研究所

### 企業との協定
- 共同研究契約
  - アムンディ・ジャパン（2016年締結[57]）
- 産学連携協定
  - 第一勧業信用組合（2016年締結[58]）
  - 花王（2017年締結[59]）
- 包括連携協定
  - 第一生命保険（2019年締結[60]）

### 独立行政法人との協定
- 国立美術館キャンパスメンバーズ制度[61]
  - 東京国立近代美術館（千代田区）
  - 国立西洋美術館（台東区）
  - 国立新美術館（港区）
  - 国立映画アーカイブ（中央区）
- 国立科学博物館大学パートナーシップ
  - 国立科学博物館（台東区）
- 東京国立博物館キャンパスメンバーズ制度
  - 東京国立博物館（台東区）

### 高等学校との協定
西暦は締結した年。

#### 高大連携協定
- 2015年
  - 北海道長万部高等学校
- 2020年
  - 千葉県立東葛飾高等学校
  - 富士見中学高等学校
- 2024年
  - 吉祥女子中学校・高等学校
  - 國學院大學久我山中学高等学校[62]
  - 田園調布学園中等部・高等部[62]

#### 学校インターンシップ協定
- 2016年 
  - 東京都立広尾高等学校[63]
  - 東京都立葛飾野高等学校[63]
  - 千葉県立船橋古和釜高等学校[63]
  - かえつ有明中学校・高等学校[63]
  - 東京学館浦安高等学校[63]
  - 横浜富士見丘学園中等教育学校[63]
- 2017年
  - 千葉県立我孫子高等学校[64]
- 2018年
  - 千葉県立流山おおたかの森高等学校[65]

## 産学連携・大学発ベンチャー
研究戦略・産学連携本部を設けており、技術など大学にあるシーズを使うベンチャー企業やNPO法人の起業を支援している。2020年度時点で大学発ベンチャー企業数が111社となり、私立大学で1位（全国7位）となった。